# Pilosella
 Pilosella   Vaill., 1754 è un genere di piante angiosperme dicotiledoni della famiglia delle Asteraceae.

## Etimologia
Il nome generico (Pilosella) deriva dal latino "pilosus" (significa "peloso") e si riferisce all'aspetto piuttosto pubescente di queste piante. Da un punto di vista scientifico il nome del genere è stato pubblicato per la prima volta dal botanico francese Sébastien Vaillant (1669-1722) nella pubblicazione "Der Königl[iche] Akademie der Wissenschaften in Paris Anatomische, Chymische und Botanische Abhandlungen - 5: 703. 1754" del 1754.

## Descrizione

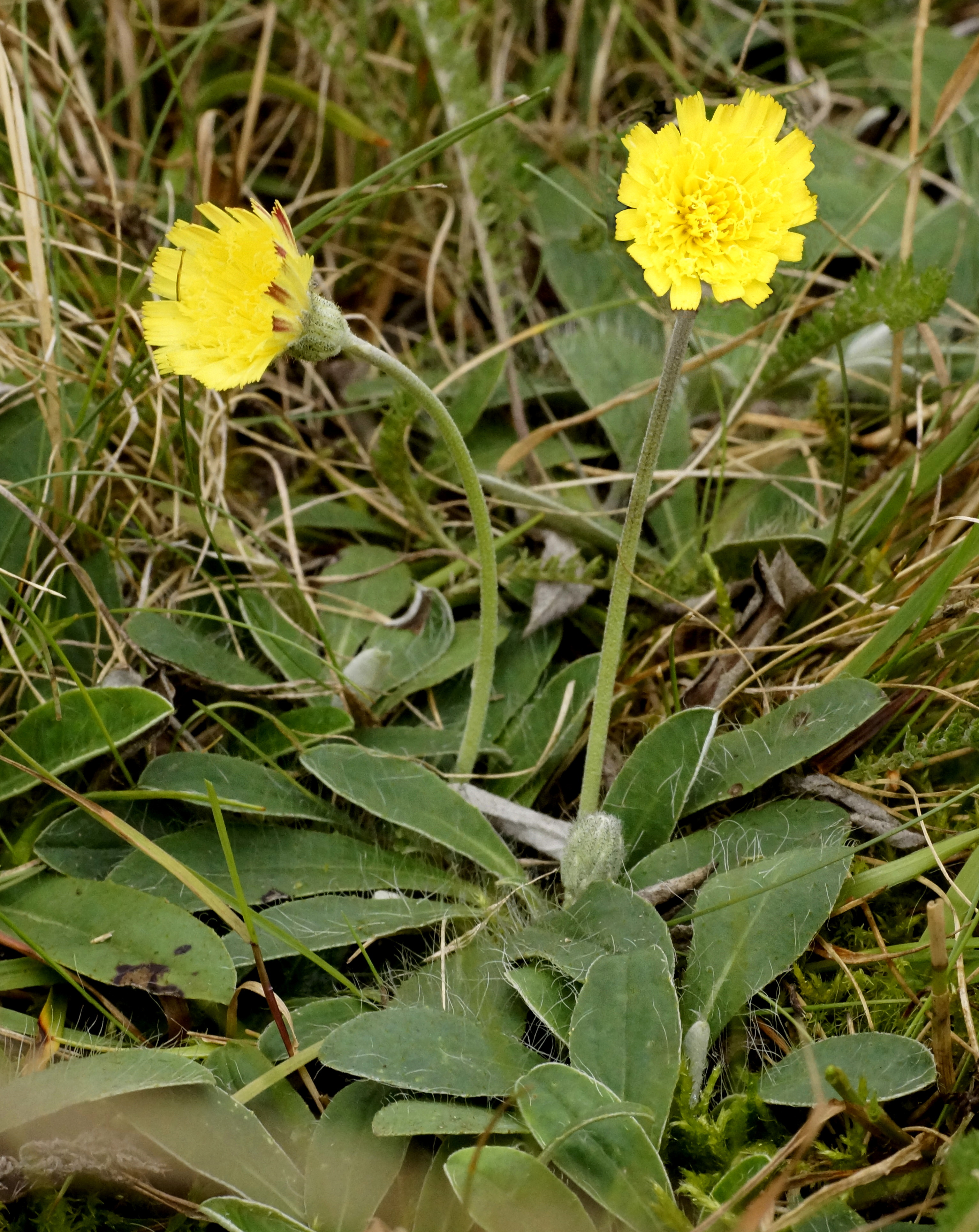
Il portamento
Pilosella officinarum

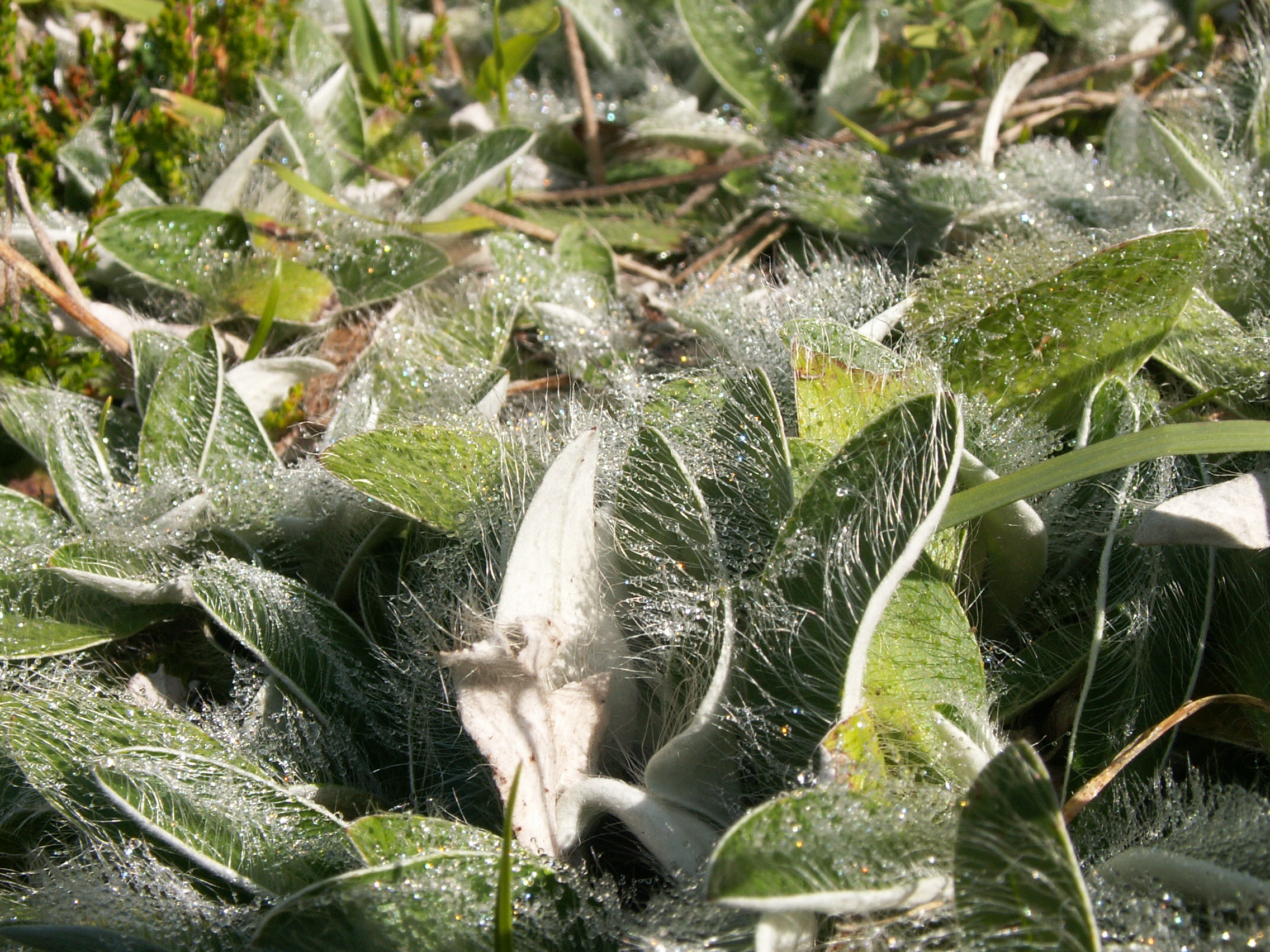
Le foglie
Pilosella peleteriana

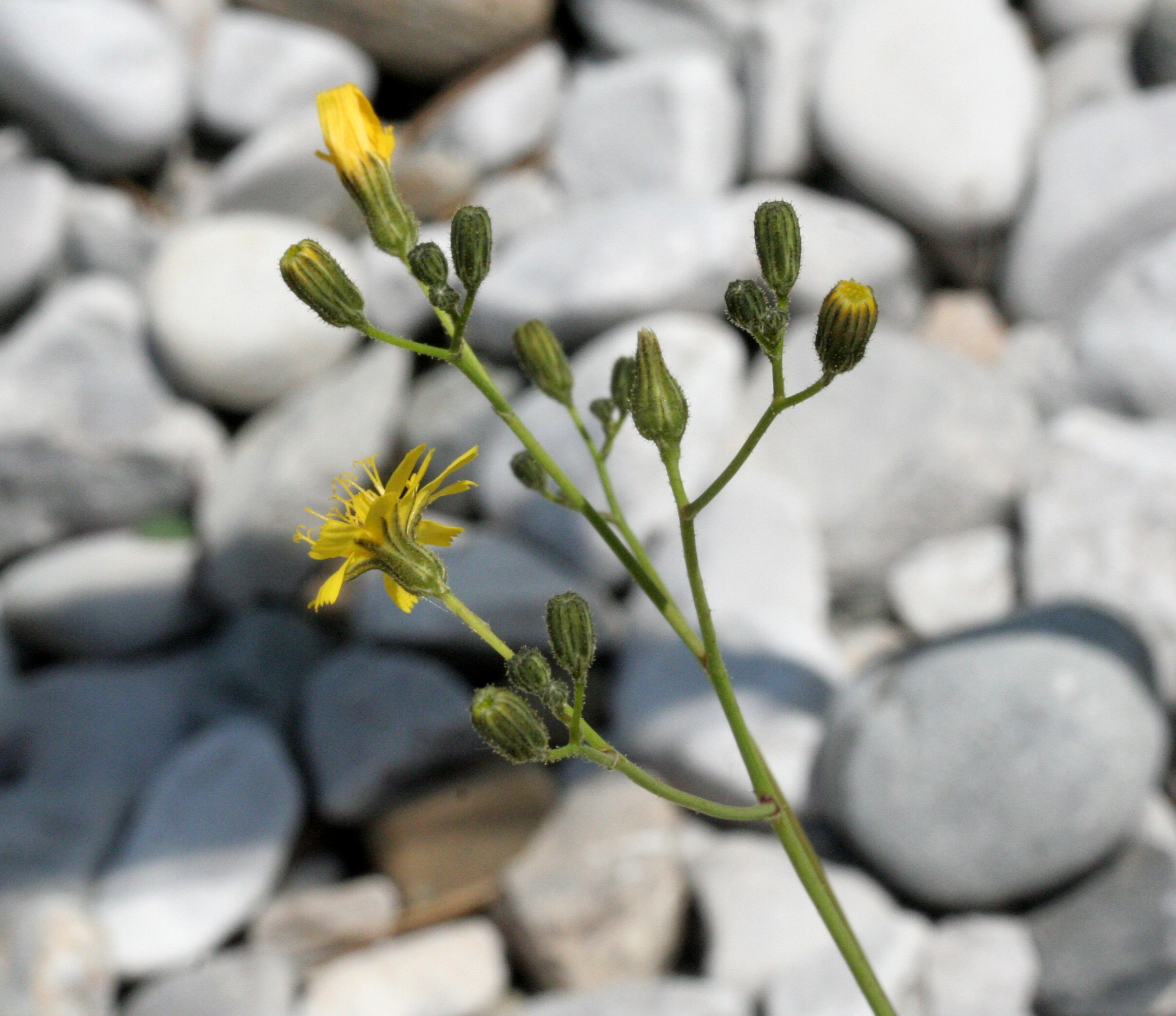
Infiorescenza
Pilosella piloselloides
Giardino Botanico Alpino "Giangio Lorenzoni", Pian Cansiglio, Tambre d'Alpago (BL), 1000 m s.l.m. - 16 luglio 2009

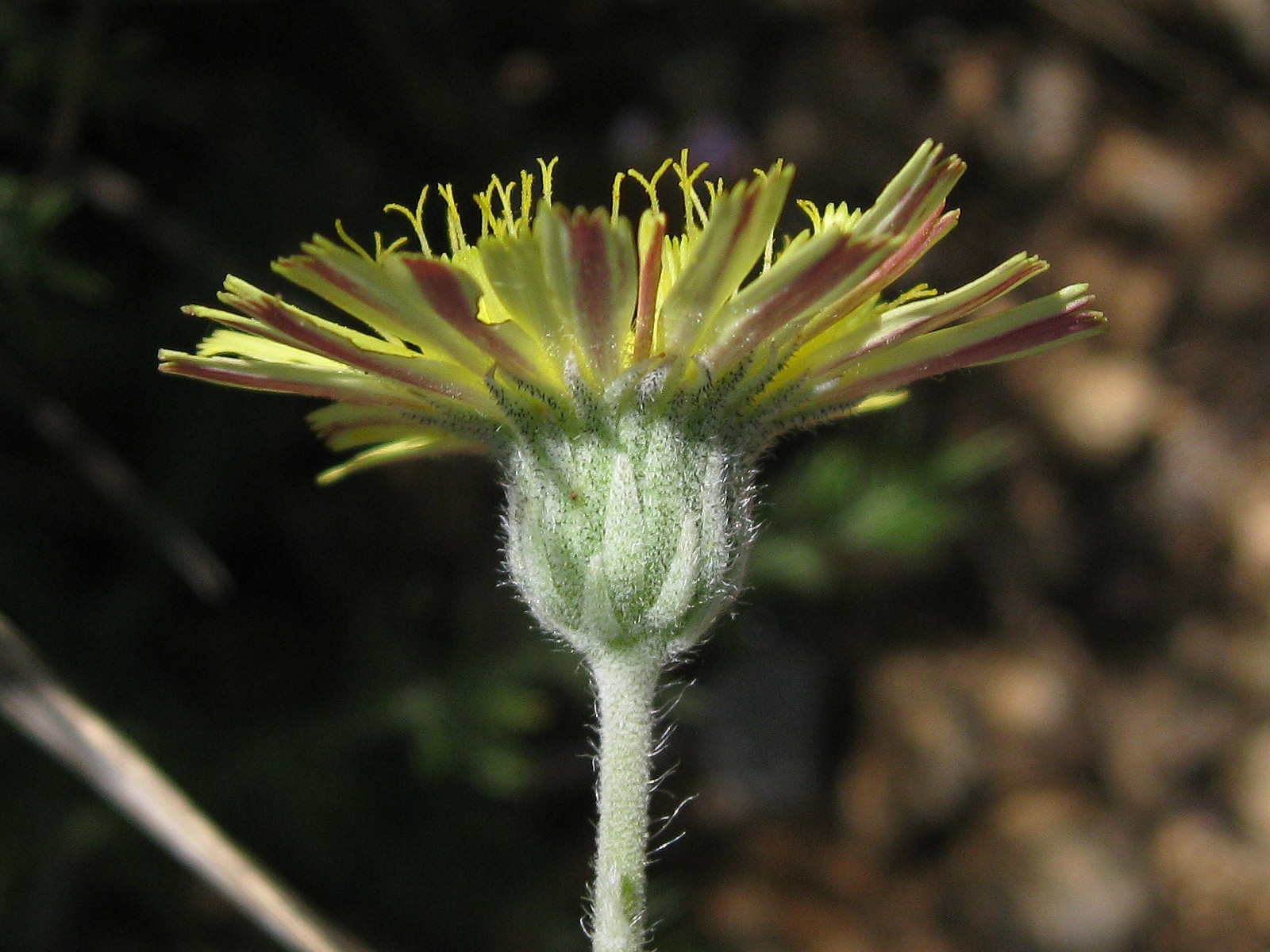
L'involucro
Pilosella saussureoides

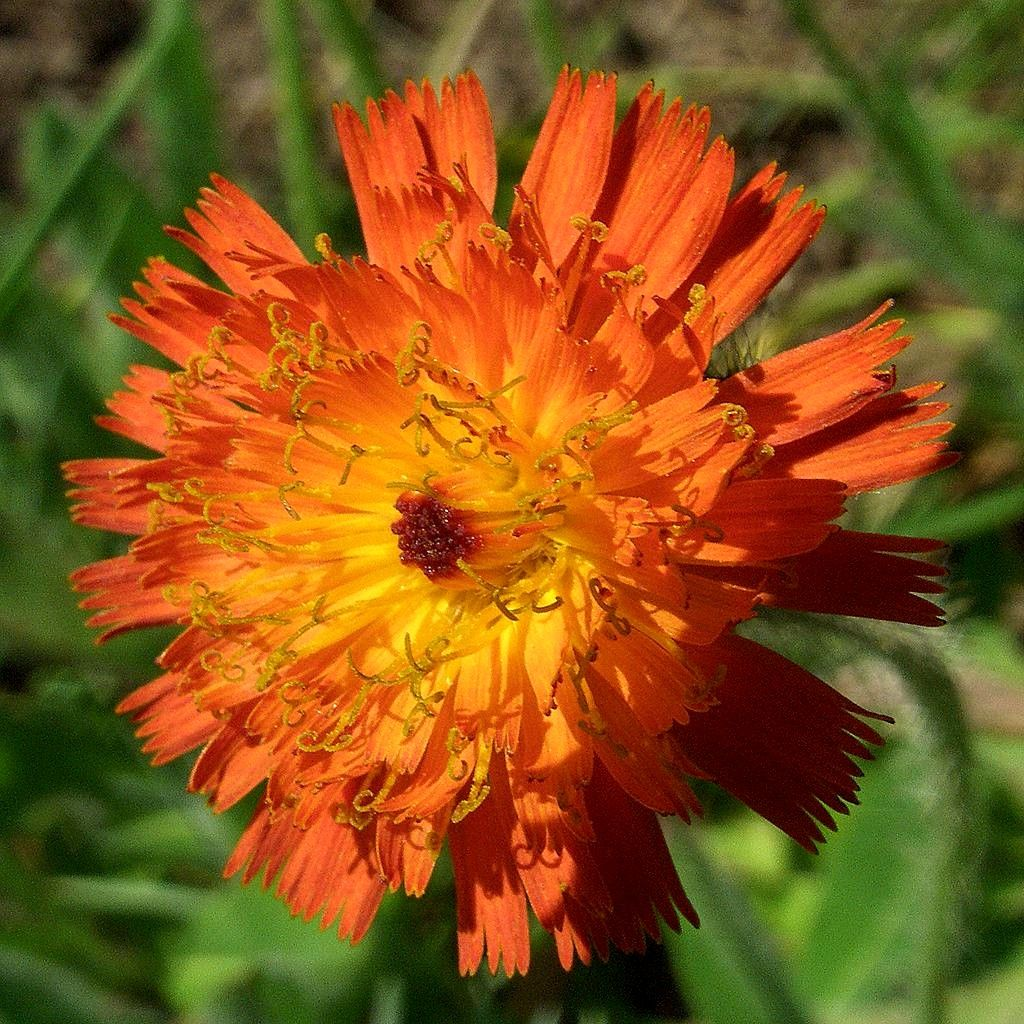
I fiori ligulati
Pilosella aurantiaca

Habitus. Le piante di questo genere raramente superano il metro di altezza. La forma biologica prevalente è emicriptofita rosulata (H ros), ossia con foglie disposte a formare una rosetta basale e presenti alla fioritura (piante fillipode). La pubescenza è formata sia da peli ramificati che semplici. Queste piante sono anche provviste di lattice (i vasi latticiferi sono anastomizzati).
Radici. Le radici sono secondarie da rizoma.
Fusto.
- Parte ipogea: la parte sotterranea consiste in un rizoma allungato con stoloni epigei erbacei lunghi fino a 10 – 20 cm; il portamento degli stoloni è più o meno ascendente; sono fogliosi ma non possiedono radici.
- Parte epigea: la parte aerea del fusto è eretta, semplice (monocefala - raramente è forcuta); la pubescenza è varia (setole, peli stellati e peli ghiandolari); le foglie possono anche mancare.

Foglie. Le foglie, disposte in modo alternato, sono basali (raccolte in una rosetta basale) con lamina a forma da strettamente lanceolata a obovata o oblanceolato-spatolata; il contorno è continuo oppure più o meno diviso. Le foglie cauline sono rare, quelle degli stoloni sono grandi la metà o anche meno di quelle basali.
Infiorescenza. Le infiorescenze sono composte da un unico capolino peduncolato (raramente sono di più). La pubescenza del peduncolo è varia. Il capolino è formato da un involucro composto da brattee (o squame) disposte su una sola serie (mancano quelle esterne), all'interno delle quali un ricettacolo fa da base ai fiori tutti ligulati. Le brattee dell'involucro, disposte lungo una spirale su più serie (2 - 4), hanno delle forme lineari con lunghezza progressivamente decrescente e con apice acuto o acuminato; il colore è da grigio-verde a nerastro, raramente biancastro; la pubescenza è formata da setole e peli stellati, meno frequenti sono i peli ghiandolari. Il ricettacolo è nudo (ossia privo di pagliette a protezione della base dei fiori).
Fiori. I fiori, tutti ligulati, sono tetra-ciclici (ossia sono presenti 4 verticilli: calice – corolla – androceo – gineceo) e pentameri (ogni verticillo ha in genere 5 elementi). I fiori sono ermafroditi, fertili e zigomorfi.
- Formula fiorale:

*/x K {\displaystyle \infty }, [C (5), A (5)], G 2 (infero), achenio
- Calice: i sepali del calice sono ridotti ad una coroncina di squame.
- Corolla: le corolle sono formate da un tubo e da una ligula terminante con 5 denti; il colore è giallo o aranciato.
- Androceo: gli stami sono 5 con filamenti liberi e distinti, mentre le antere sono saldate in un manicotto (o tubo) circondante lo stilo.[13] Le antere sono codate e allungate con una appendice apicale; i filamenti sono lisci. Il polline è tricolporato.[14]
- Gineceo: lo stilo è lungo e filiforme. Gli stigmi dello stilo sono due divergenti e ricurvi con la superficie stigmatica posizionata internamente (vicino alla base).[15] L'ovario è infero uniloculare formato da 2 carpelli.

Frutti. I frutti sono degli acheni con pappo. Gli acheni hanno una forma da oblunga a obovoide-obconica con apice troncato e privi di becco (non sono compressi); in alcuni casi gli acheni sono provvisti di coste longitudinali. Il pappo si compone di peli semplici grigiastri, scabri o barbati (non piumosi). Raramente il pappo è assente.

### Pubescenza
Un carattere importante anche da un punto di vista tassonomico è la pubescenza delle varie parti della pianta: stoloni (se presenti), fusto, foglie, peduncolo e brattee dell'involucro. Si possono distinguere cinque tipi principali di peli:
- peli: possono essere semplici oppure pluricellulari con lunghezza contenute in 1 - 2 mm;
- setole: possono essere semplici oppure pluricellulari con lunghezza variabile tra 3 - 5 mm fino a 10 mm;
- peli stellati: generalmente sono brevi (meno di 0,5 mm), pluricellulari e con le punte rivolte in tutte le direzioni;
- peli piumosi: sono derivati dalle lacinie delle setole;
- ghiandole: sono peli semplici (brevi o lunghi) terminanti in un ingrossamento ghiandolare.

La frequenza della pelosità può essere: molto fitta - abbondante - sparsa - rara o molto rara.

## Biologia
- Impollinazione: l'impollinazione avviene tramite insetti (impollinazione entomogama tramite farfalle diurne e notturne).
- Riproduzione: la fecondazione avviene fondamentalmente tramite l'impollinazione dei fiori (vedi sopra).
- Dispersione: i semi (gli acheni) cadendo a terra sono successivamente dispersi soprattutto da insetti tipo formiche (disseminazione mirmecoria). In questo tipo di piante avviene anche un altro tipo di dispersione: zoocoria. Infatti gli uncini delle brattee dell'involucro (se presenti) si agganciano ai peli degli animali di passaggio disperdendo così anche su lunghe distanze i semi della pianta.

## Distribuzione e habitat
Le specie di questo genere hanno una distribuzione cosmopolita (con una certa preferenza per l'Eurasia e il Nordamerica). L'habitat preferito è quello temperato a quote medie e alte. Delle circa 100 specie spontanee della flora italiana buona parte vivono sull'arco alpino. La tabella seguente mette in evidenza i dati relativi all'habitat, al substrato e alla distribuzione delle principali specie o gruppi alpini.
| Specie | Comunità vegetali | Piani vegetazionali                | Substrato  | pH     | Livello trofico | H2O   | Ambiente                | Zona alpina                             |
| --- | ----------------- | ---------------------------------- | ---------- | ------ | --------------- | ----- | ----------------------- | --------------------------------------- |
| P. alpicola | 10                | subalpino alpino                   | Ca/Si - Si | acido  | basso           | medio | F5                      | NO SO TA BZ UD                          |
| P. aurantiaca | 10                | collinare montano                  | Ca/Si - Si | acido  | basso           | medio | F4 F5                   | tutto l'arco alpino                     |
| P. bauhini | 9                 | collinare montano                  | Ca - Ca/Si | basico | basso           | secco | F2 F7                   | UD                                      |
| P. caespitosa | 11                | collinare montano                  | Ca - Si    | neutro | basso           | medio | E1 F3                   | TN BZ                                   |
| P. cymosa | 9                 | collinare montano subalpino        | Ca - Ca/Si | basico | basso           | arido | F2 F7                   | tutto l'arco alpino (con discontinuità) |
| P. glacialis | 10                | subalpino alpino                   | Ca/Si - Si | acido  | basso           | secco | F5                      | tutto l'arco alpino (con discontinuità) |
| P. hoppeana | 10                | montano subalpino                  | Ca - Si    | neutro | basso           | secco | F2 F5                   | centro-orientale                        |
| P. lactucella | 10                | collinare montano subalpino        | Ca - Si    | acido  | basso           | medio | F2 F3 F4 F5             | tutto l'arco alpino                     |
| P. officinarum | 9                 | montano subalpino                  | Ca - Si    | neutro | basso           | secco | F2 F5                   | centro-orientale                        |
| P. peleteriana | 4                 | collinare montano subalpino alpino | Ca/Si      | neutro | basso           | secco | B2 B5 C1 C5 F2 F4 F5 I1 | occidentale                             |
| P. piloselloides | 3                 | collinare montano subalpino        | Ca - Ca/Si | basico | basso           | secco | B2 B5 C2 F2             | tutto l'arco alpino                     |
| P. pseudopilosella | 9                 | collinare montano                  | Ca - Si    | neutro | basso           | arido | B5 C1 F2                | CN TO                                   |
| P. saussureoides | 9                 | collinare montano subalpino        | Ca - Ca/Si | basico | basso           | arido | F2                      | CN TO AO                                |
| Legenda e note alla tabella. Substrato con “Ca/Si” si intendono rocce di carattere intermedio (calcari silicei e simili); vengono prese in considerazione solo le zone alpine del territorio italiano (sono indicate le sigle delle province). Comunità vegetali: 3 = comunità delle fessure, delle rupi e dei ghiaioni; 4 = comunità pioniere a terofite e succulente; 9 = comunità a emicriptofite e camefite delle praterie rase magre secche; 10 = comunità delle praterie rase dei piani subalpino e alpino con dominanza di emicriptofite; 11 = comunità delle macro- e megaforbie terrestri; 14 = comunità forestali Ambienti: B2 = ambienti ruderali, scarpate; B5 = rive, vicinanze corsi d'acqua; B7 = parchi, giardini, terreni sportivi; C1 = ambienti sabbiosi, affioramenti rocciosi; C2 = rupi, muri e ripari sotto roccia; C3 = ghiaioni, morene e pietraie; C5 = cave di ghiaia e pietra; E1 = paludi e torbiere basse; F2 = praterie rase, prati e pascoli dal piano collinare al subalpino; F3 = prati e pascoli mesofili e igrofili; F4 = prati e praterie magre rase; F5 = praterie rase subalpine e alpine; F7 = margini erbacei dei boschi; G1 = lande e popolamenti a lavanda; G2 = praterie rase dal piano collinare a quello alpino; G4 = arbusteti e margini dei boschi; H1 = ontaneti verdi, saliceti subalpini; H2 = boscaglie di pini montani; H4 = arbusteti, siepi, margini di boschi; I1 = boschi di conifere; I2 = boschi di latifoglie; I3 = querceti submediterranei |                   |                                    |            |        |                 |       |                         |                                         |

## Tassonomia
La famiglia di appartenenza di questa voce (Asteraceae o Compositae, nomen conservandum) probabilmente originaria del Sud America, è la più numerosa del mondo vegetale, comprende oltre 23.000 specie distribuite su 1.535 generi, oppure 22.750 specie e 1.530 generi secondo altre fonti (una delle checklist più aggiornata elenca fino a 1.679 generi). La famiglia attualmente (2021) è divisa in 16 sottofamiglie.

### Filogenesi
Il genere di questa voce appartiene alla sottotribù Hieraciinae della tribù Cichorieae (unica tribù della sottofamiglia Cichorioideae). In base ai dati filogenetici la sottofamiglia Cichorioideae è il terz'ultimo gruppo che si è separato dal nucleo delle Asteraceae (gli ultimi due sono Corymbioideae e Asteroideae). La sottotribù Hieraciinae fa parte del "quinto" clade della tribù; in questo clade è posizionata alla base ed è "sorella" al resto del gruppo comprendente, tra le altre, le sottotribù Microseridinae e Cichoriinae.
I seguenti caratteri sono distintivi per la sottotribù:
- queste piante sono spesso ricoperte da piccoli, soffici peli ramificati;
- gli acheni hanno delle forme obovoidi-coniche non compresse;
- il becco degli acheni è assente;
- il pappo è formato da setole fragili.

Il nucleo della sottotribù Hieraciinae è l'alleanza Hieracium - Pilosella (comprendenti la quasi totalità delle specie della sottotribù - oltre 3000 specie) e formano (insieme ad altri generi minori) un "gruppo fratello". Alcuni Autori includono in questo gruppo anche i generi Hispidella e Andryala. In precedenza le specie del genere Pilosella erano incluse nel più ampio genere Hieracium (vedi la "Flora d'Italia" prima versione). Le attuali analisi filogenetiche molecolari forniscono prove evidenti per la separazione di Pilosella da Hieracium; inoltre, richiedono il ristabilimento di Schlagintweitia come segregato di Hieracium.
I caratteri distintivi per il genere Pilosella sono:
- tutta la piante è densamente pelosa;
- gli acheni hanno 10 coste longitudinali.

Sono state catalogate 251 specie di cui un centinaio sono presenti in Italia (vedi: Specie italiane di Pilosella).
Classificazione del genere. Il genere Pilosella è un genere di difficile classificazione in quanto molte specie tendono ad ibridarsi e molto spesso tra una specie e un'altra è presente un "continuam" di caratteri e quindi sono difficilmente separabili. Qui in particolare viene seguita la suddivisione in sezioni del materiale botanico così come sono elencate nell'ultima versione della "Flora d'Italia".
- 1A: le foglie nella pagina superiore sono verdi, bianco-tomentose in quella inferiore; lo scapo è afillo e monocefalo;

- 2A: gli stoloni sono epigei ed allungati;

Pilosella sect. Pilosella (specie: P. officinarum , P. velutina, P. saussureoides e P. pseudopilosella).
- 2B: gli stoloni sono assenti o brevissimi;

Pilosella sect. Pilosella (specie: P. hoppeana, P. leucopsilon e P. peleteriana).
- 1B: le foglie sono verdi su entrambe le facce; lo scapo è ramificato;

- 3A: lo scapo è alto al massimo 25 cm pochi (1 - 7) capolini e (0 - 1) foglie;

- 4A: la pubescenza delle foglie basali è ai margini ed è fatta da peli ghiandolari; gli involucri sono ricoperti da un denso tomento lanoso;

Pilosella sect. Alpicolinae (Nageli et Peter) Szelag.
- 4B: la pubescenza delle foglie è priva di peli ghiandolari; gli involucri sono più o meno pelosi;

- 5A: le foglie basali sono glauche e prive di peli stellati; gli stoloni delle piante sono allungati;

Pilosella sect. Lactucellina Sennikov.
- 5B: le foglie basali sono verdi e ricoperte abbondantemente di peli stellati; gli stoloni delle piante sono brevi;

- 6A: il fusto è ricoperto di peli stellati e semplici; gli stoloni epigei sono presenti ma sottili;

Pilosella sect. Brachiatae (Gottschl.) Gottschl..
- 6B: il fusto è ricoperto di peli stellati, ghiandolari e semplici; gli stoloni in genere sono assenti (o brevi: 1 - 2 cm);

Pilosella sect. Furcatinae (Gus. Schneid.) Gottschl..
- 3B: lo scapo è alto 20 - 100 cm con molti capolini e parecchie foglie;

- 7A: la pubescenza del fusto è fatta di peli semplici e brevi (lunghi 1 - 5 mm), colorati di chiaro;

- 8A: il colore delle foglie è glauco con rari peli semplici lunghi 2 - 7 mm presenti soprattutto sul bordo, e poco abbondanti peli stellati; le foglie cauline sono prive di ghiandole;

Pilosella sect. Praealtae (Fr.) Gottschl..
- 8B: il colore delle foglie è verde con abbondanti peli semplici brevi lunghi 0,5 - 1 mm, e peli stellati; le foglie cauline sono provviste di scarsi peli ghiandolari;

Pilosella sect. Cymellae (Fr.) F.W.Schultz & Sch.Bip..
- 7B: la pubescenza del fusto è fatta di sparsi peli semplici lunghi 2 - 7 mm, colorati di scuro;

Pilosella sect. Cymigerae (Gremli)  Gottschl..
Il numero cromosomico delle specie del genere è: 2n = 18, 27, 36, 45, 54, 63, 72, 81 e 90 (specie diploidi, triploidi, tetraploidi, pentaploidi, hexaploidi... decaploidi).
Il cladogramma seguente mostra una possibile configurazione filogenetica relativamente ad alcune specie di Pilosella della flora spontanea italiana. Sono indicate anche le posizioni filogenetiche di alcuni generi "vicini" al gruppo di questa voce.
|  | P. hoppeana        |
|  |                    |
|  | P. peleteriana     |
|  |                    |
|  | P. pseusopilosella |
|  |                    |

|  | P. lactucella                                             |
|  |                                                           |
|  | \| \| P. alpicola \| \| \| \| \| \| P. cymosa \| \| \| \| |
|  |                                                           |
|  | P. alpicola                                               |
|  |                                                           |
|  | P. cymosa                                                 |
|  |                                                           |

|  | P. alpicola |
|  |             |
|  | P. cymosa   |
|  |             |

|  | P. hoppeana        |
|  |                    |
|  | P. peleteriana     |
|  |                    |
|  | P. pseusopilosella |
|  |                    |

|  | P. lactucella                                             |
|  |                                                           |
|  | \| \| P. alpicola \| \| \| \| \| \| P. cymosa \| \| \| \| |
|  |                                                           |
|  | P. alpicola                                               |
|  |                                                           |
|  | P. cymosa                                                 |
|  |                                                           |

|  | P. alpicola |
|  |             |
|  | P. cymosa   |
|  |             |

|  | P. hoppeana        |
|  |                    |
|  | P. peleteriana     |
|  |                    |
|  | P. pseusopilosella |
|  |                    |

|  | P. lactucella                                             |
|  |                                                           |
|  | \| \| P. alpicola \| \| \| \| \| \| P. cymosa \| \| \| \| |
|  |                                                           |
|  | P. alpicola                                               |
|  |                                                           |
|  | P. cymosa                                                 |
|  |                                                           |

|  | P. alpicola |
|  |             |
|  | P. cymosa   |
|  |             |

|  | P. hoppeana        |
|  |                    |
|  | P. peleteriana     |
|  |                    |
|  | P. pseusopilosella |
|  |                    |

|  | P. lactucella                                             |
|  |                                                           |
|  | \| \| P. alpicola \| \| \| \| \| \| P. cymosa \| \| \| \| |
|  |                                                           |
|  | P. alpicola                                               |
|  |                                                           |
|  | P. cymosa                                                 |
|  |                                                           |

|  | P. alpicola |
|  |             |
|  | P. cymosa   |
|  |             |

|  | P. hoppeana        |
|  |                    |
|  | P. peleteriana     |
|  |                    |
|  | P. pseusopilosella |
|  |                    |

|  | P. lactucella                                             |
|  |                                                           |
|  | \| \| P. alpicola \| \| \| \| \| \| P. cymosa \| \| \| \| |
|  |                                                           |
|  | P. alpicola                                               |
|  |                                                           |
|  | P. cymosa                                                 |
|  |                                                           |

|  | P. alpicola |
|  |             |
|  | P. cymosa   |
|  |             |

|  | P. hoppeana        |
|  |                    |
|  | P. peleteriana     |
|  |                    |
|  | P. pseusopilosella |
|  |                    |

|  | P. lactucella                                             |
|  |                                                           |
|  | \| \| P. alpicola \| \| \| \| \| \| P. cymosa \| \| \| \| |
|  |                                                           |
|  | P. alpicola                                               |
|  |                                                           |
|  | P. cymosa                                                 |
|  |                                                           |

|  | P. alpicola |
|  |             |
|  | P. cymosa   |
|  |             |

|  | P. hoppeana        |
|  |                    |
|  | P. peleteriana     |
|  |                    |
|  | P. pseusopilosella |
|  |                    |

|  | P. lactucella                                             |
|  |                                                           |
|  | \| \| P. alpicola \| \| \| \| \| \| P. cymosa \| \| \| \| |
|  |                                                           |
|  | P. alpicola                                               |
|  |                                                           |
|  | P. cymosa                                                 |
|  |                                                           |

|  | P. alpicola |
|  |             |
|  | P. cymosa   |
|  |             |

|  | P. hoppeana        |
|  |                    |
|  | P. peleteriana     |
|  |                    |
|  | P. pseusopilosella |
|  |                    |

|  | P. lactucella                                             |
|  |                                                           |
|  | \| \| P. alpicola \| \| \| \| \| \| P. cymosa \| \| \| \| |
|  |                                                           |
|  | P. alpicola                                               |
|  |                                                           |
|  | P. cymosa                                                 |
|  |                                                           |

|  | P. alpicola |
|  |             |
|  | P. cymosa   |
|  |             |